# Kołaczyce (gemeente)
De gemeente Kołaczyce is een landgemeente in het Poolse woiwodschap Subkarpaten, in powiat Jasielski. De zetel van de gemeente is in Kołaczyce. Op 30 juni 2004 telde de gemeente 8816 inwoners.
Plaatsen in de gemeente: Kołaczyce, Bieździedza, Bieździadka, Krajowice, Lublica, Nawsie Kołaczyckie, Sieklówka, Sowina.

## Oppervlakte gegevens
In 2002 bedroeg de totale oppervlakte van gemeente Kołaczyce 60,11 km², waarvan:
- agrarisch gebied: 61%
- bossen: 32%

De gemeente beslaat 7,24% van de totale oppervlakte van de powiat.

## Demografie
Stand op 30 juni 2004:
| Omschrijving                   | Totaal | Totaal | Vrouwen | Vrouwen | Mannen | Mannen |
| ------------------------------ | ------ | ------ | ------- | ------- | ------ | ------ |
| eenheid                        | aantal | %      | aantal  | %       | aantal | %      |
| inwoners                       | 8816   | 100    | 4405    | 50      | 4411   | 50     |
| bevolkingsdichtheid (inw./km²) | 146,7  | 146,7  | 73,3    | 73,3    | 73,4   | 73,4   |

In 2002 bedroeg het gemiddelde inkomen per inwoner 1328,53 zł.

## Aangrenzende gemeenten
Brzostek, Frysztak, Jasło, Brzyska.